# Picos de Urbión
Los Picos de Urbión constituyen una de las sierras más elevadas del Sistema Ibérico español siendo su cumbre el Pico de Urbión, de 2228 metros. Esta sierra separa las provincias de Burgos, Soria y La Rioja, así como hace de divisoria entre las cuencas del Ebro y el Duero.

## Descripción
Se encuentran situados entre la comunidad autónoma de La Rioja y las provincias de Soria y Burgos (Castilla y León). Están limitados por el valle del Najerilla al norte, el valle del Duero al sur, la sierra de Neila al oeste y la sierra de Cebollera al este. 
En su cima se puede observar dos salientes (de ahí el nombre de picos y no pico): el más alto, de 2228 m s. n. m.

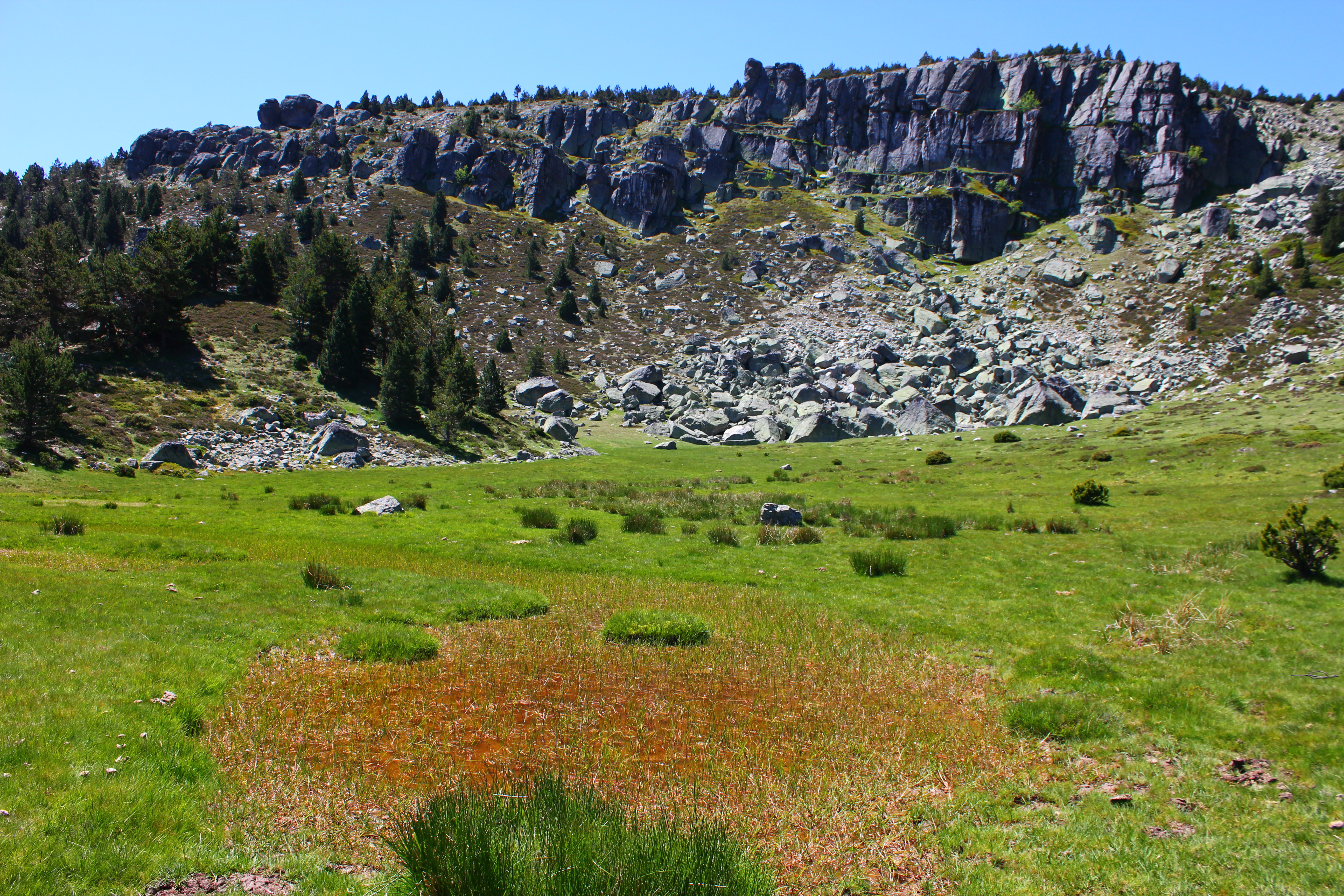
Hoyos del Iregua y canchal
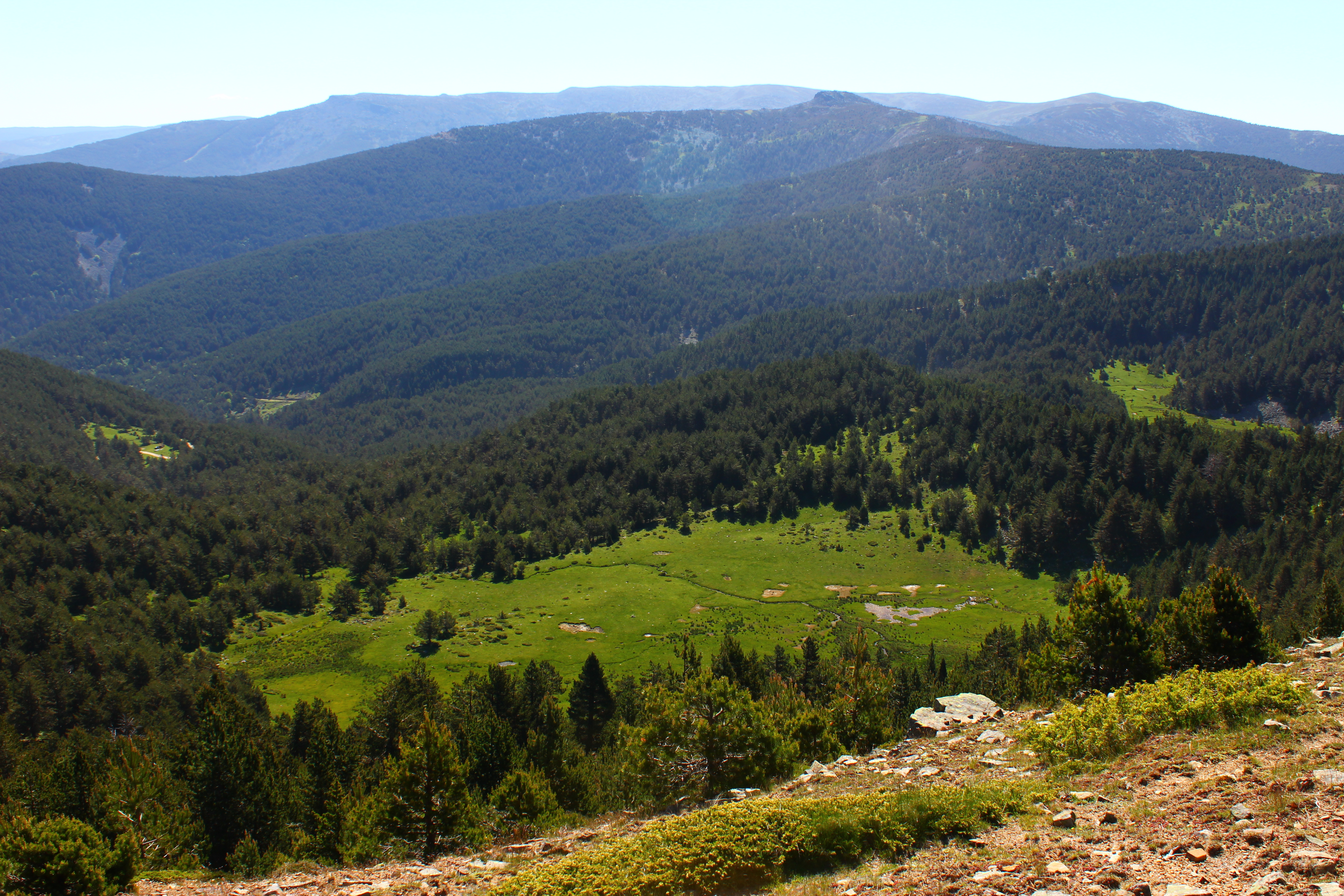
Hoyos del Iregua desde el Castillo de Vinuesa
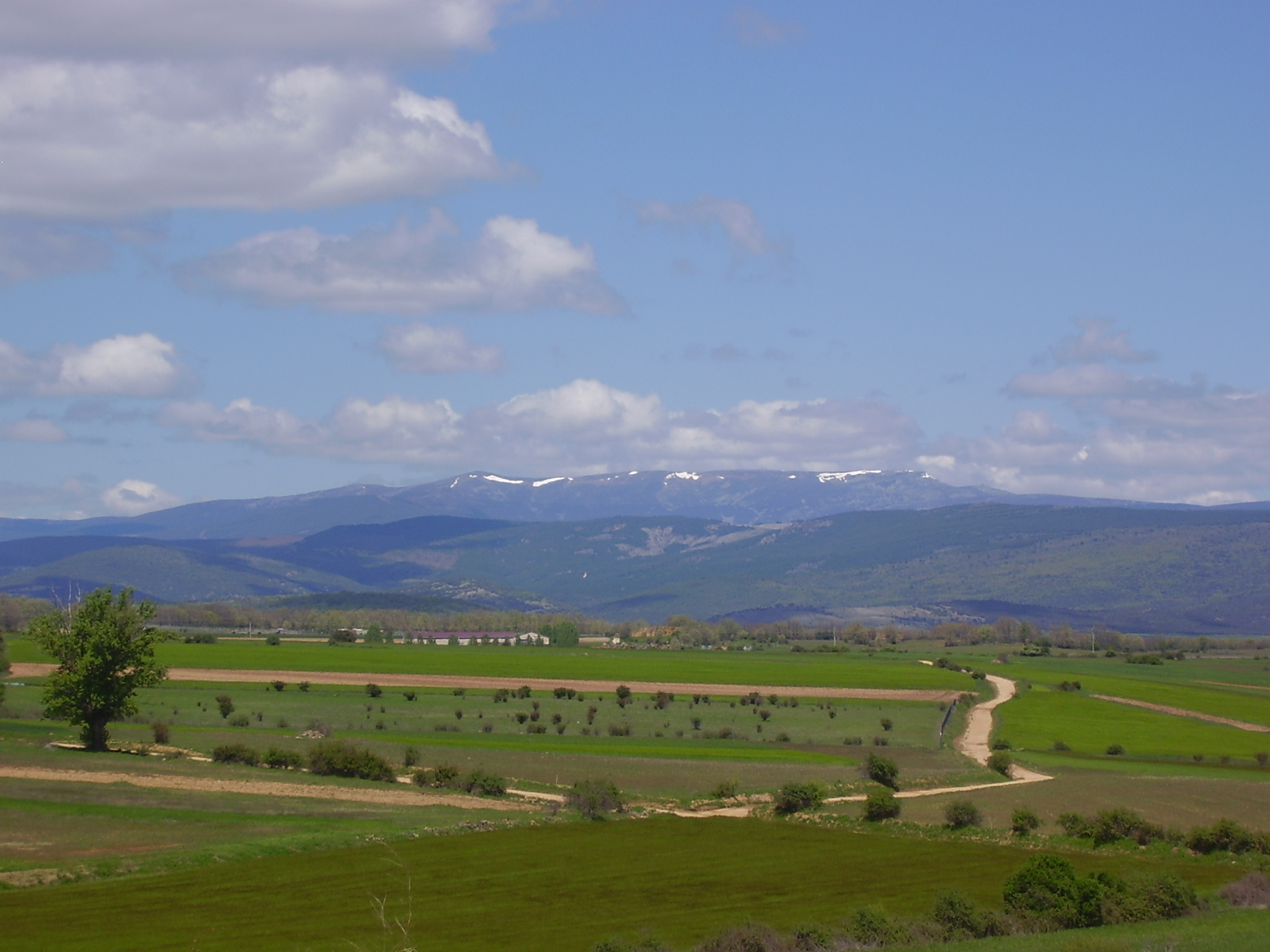
Vista de los Picos de Urbión desde Los Tajones.
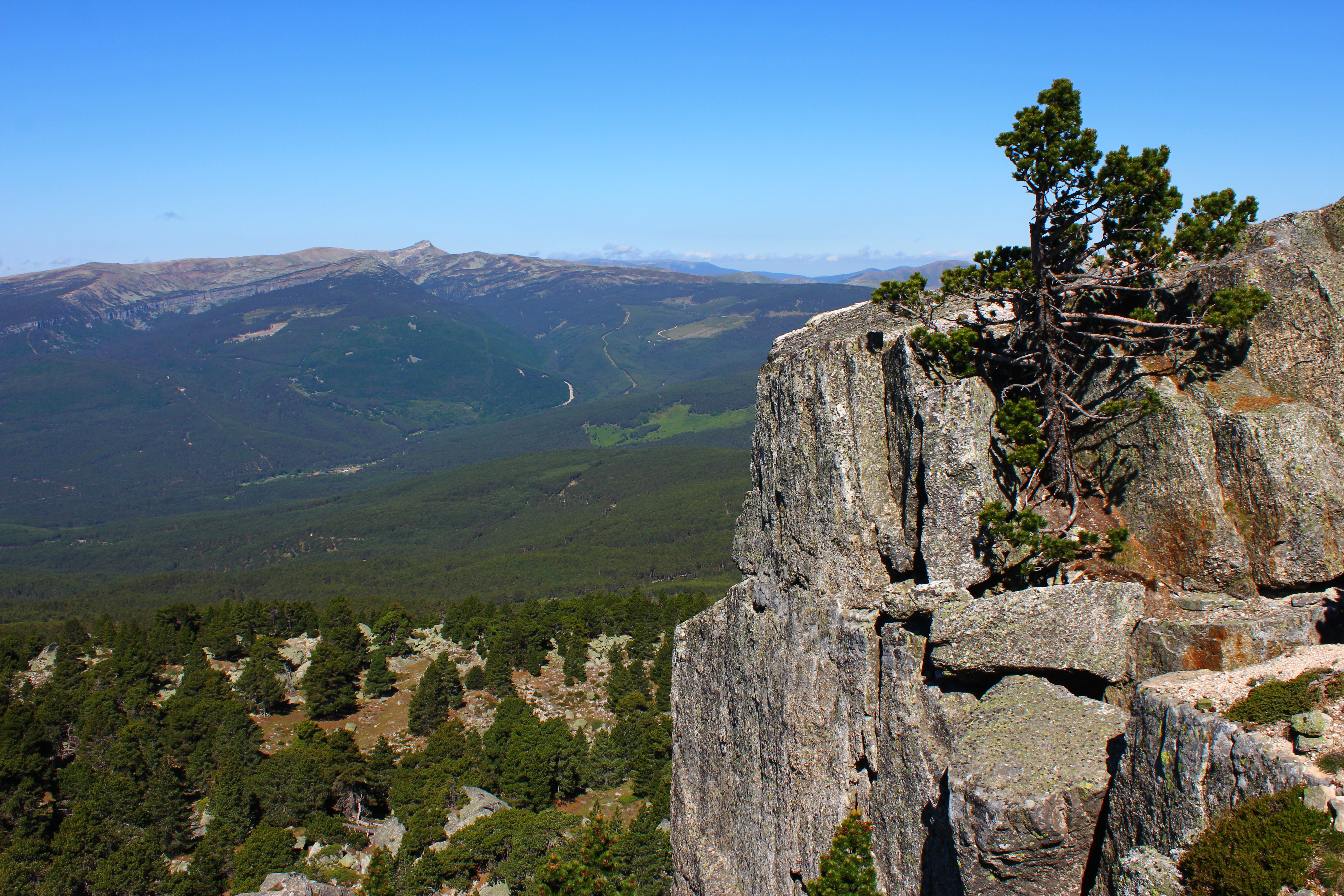
Pico Urbión desde el Castillo de Vinuesa.

## Hidrografía
Existen numerosas lagunas de origen glaciar, entre las que destacan la laguna Negra, la laguna Helada y la laguna Larga, entre otras.

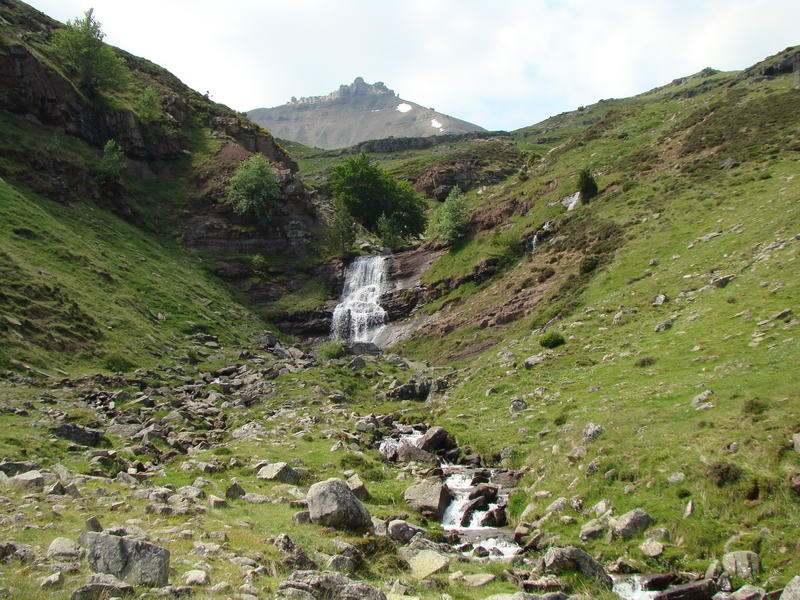
Tramo inicial del río Urbión. Detrás, el pico Urbión.
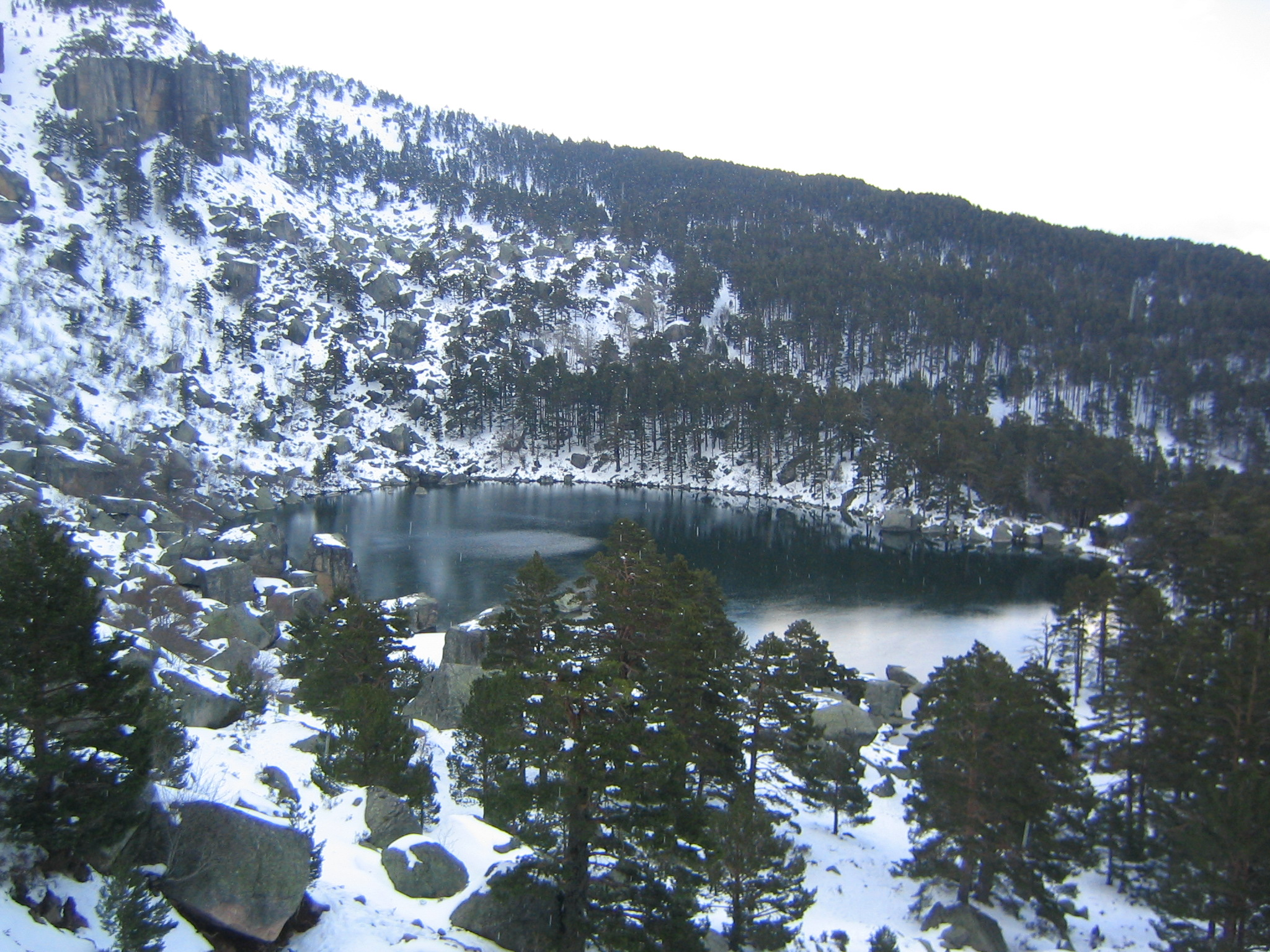
La laguna Negra de Urbión.
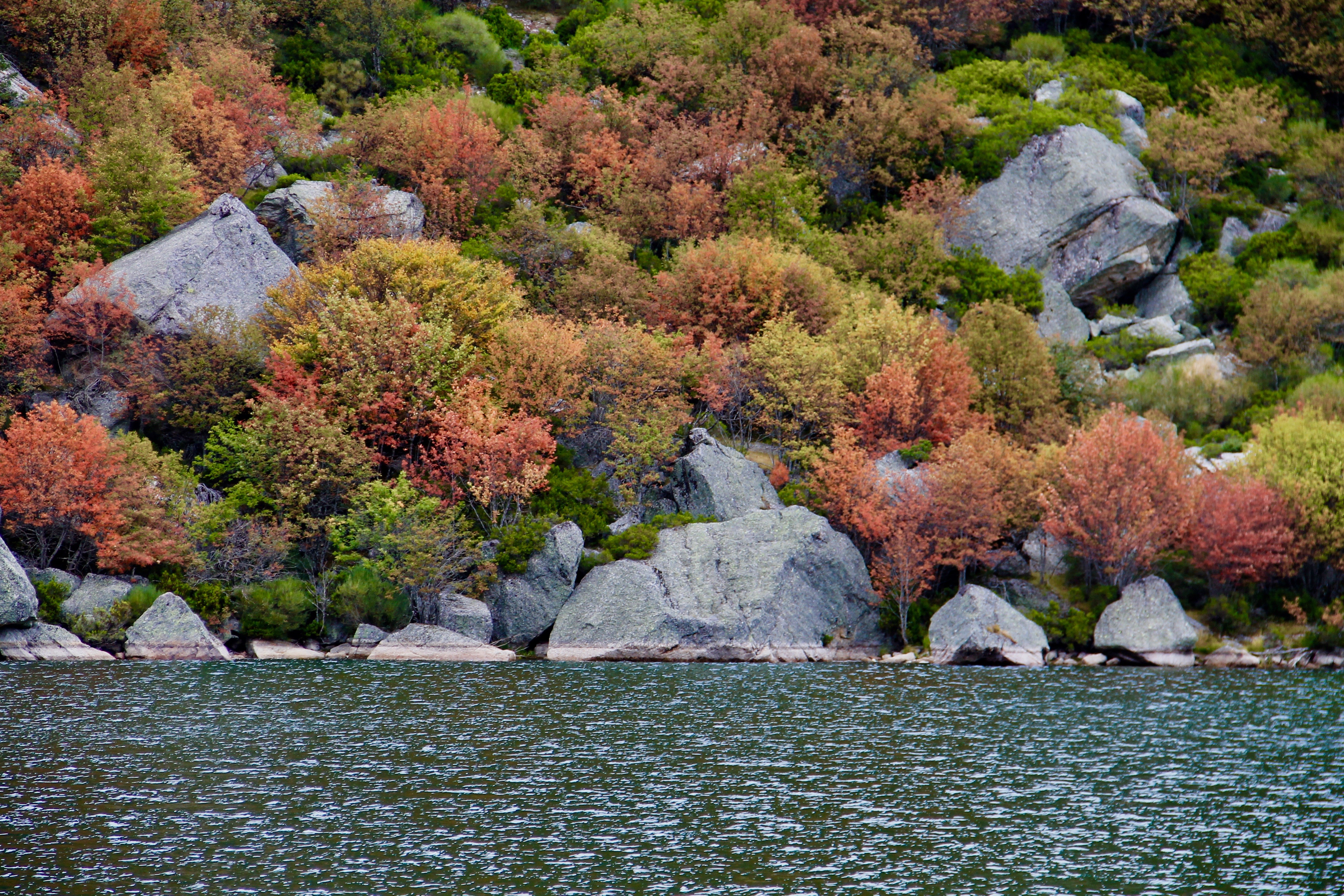
La laguna Negra de Urbión en otoño.

## Vegetación
Los pinares y los pastos ocupan la mayor parte de su superficie, siendo el pino silvestre el más representativo de la zona. Sin ocupar superficies tan importantes existen manchones de hayedos, rebollares, quejigares, abedulares, robledales, acebares, etc., además de la mancha de Pinus uncinata del Castillo de Vinuesa, una de las localizaciones más meridionales de dicha especie en el mundo. Los matorrales de brezo, estepa y retama están representados abundantemente, así como los almohadillados de piornales y enebros rastreros en las cumbres. Las dehesas, pastizales, praderas y prados ocupan las escasas zonas llanas de los valles.